# Vicente Engonga
Vicente Engonga Maté (Barcelona, 1965. október 20. –) Egyenlítői-guineai származású spanyol válogatott labdarúgó, edző. 
A spanyol válogatott tagjaként részt vett a 2000-es Európa-bajnokságon.

## Sikerei, díjai
Celta Vigo
- Spanyol kupadöntős (1): 1993–94

Valencia
- Spanyol kupadöntős (1): 1994–95

Valencia
- Spanyol szuperkupa (1): 1998
- Spanyol kupadöntős (1): 1997–98
- KEK-döntős (1): 1998–99